# 12-Stunden-Rennen von Sebring 1957

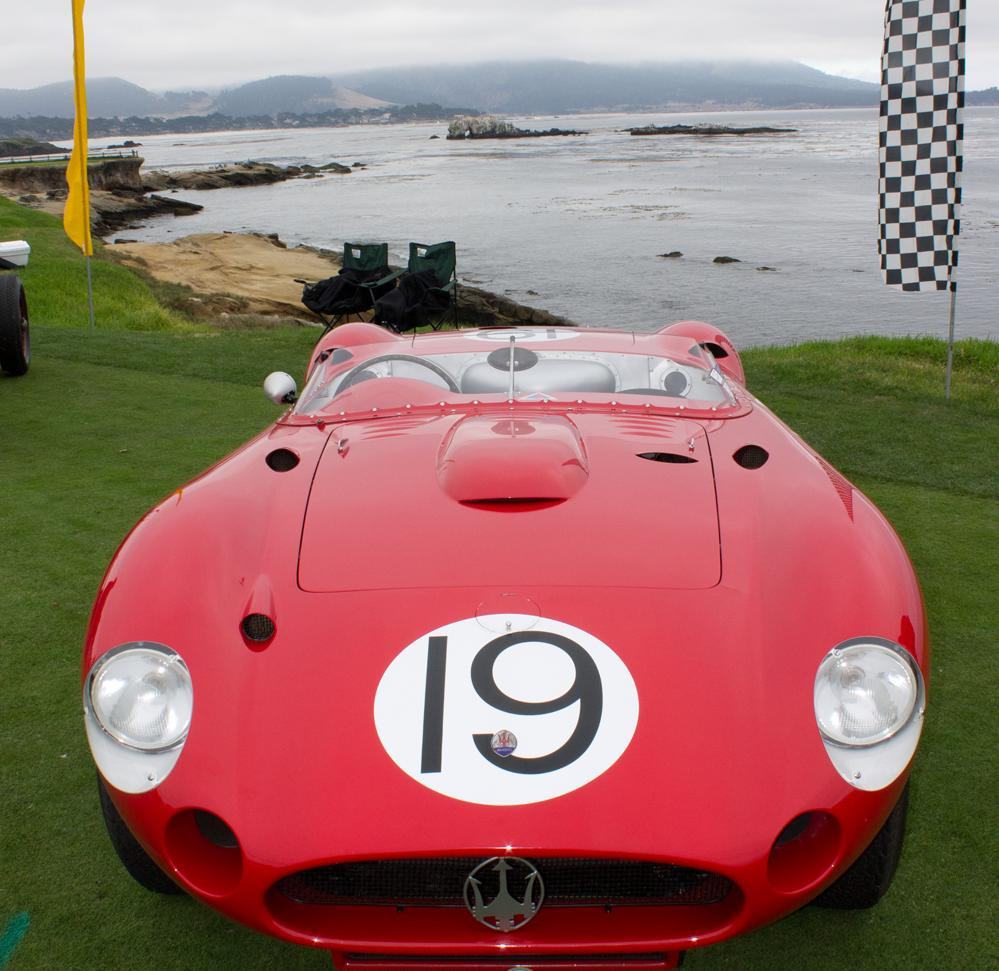
Maserati 450S, Siegerwagen von Jean Behra und Juan Manuel Fangio

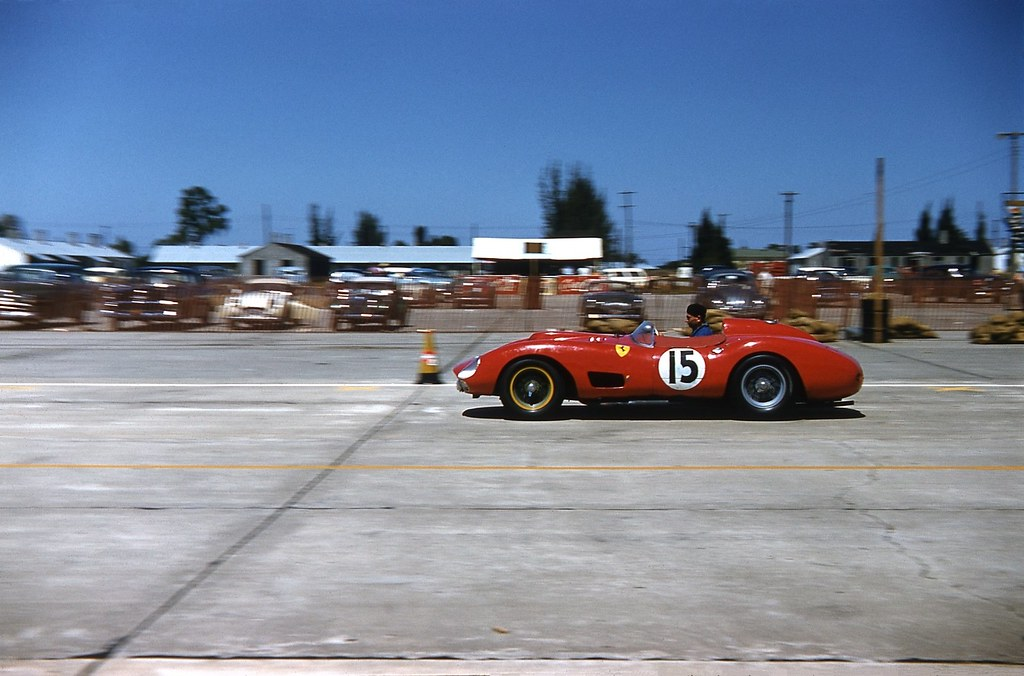
Der Ferrari 290S von Masten Gregory und Lou Brero bei einer Testfahrt

Das sechste  12-Stunden-Rennen von Sebring, auch 12-Hour Florida International Grand Prix of Endurance for The Amoco Trophy, Sebring, Florida, fand am 23. März 1957 auf dem Sebring International Raceway statt und war der zweite Wertungslauf der Sportwagen-Weltmeisterschaft dieses Jahres.

## Das Rennen
Die Sportwagen-Weltmeisterschaft 1957 begann im Januar mit dem 1000-km-Rennen von Buenos Aires und dem Sieg von Masten Gregory, Eugenio Castellotti und Luigi Musso auf einem Ferrari 290MM Spider Scaglietti.
In Sebring fand der Zweikampf der beiden italienischen Rennteams von Maserati und Ferrari seine Fortsetzung. In Buenos Aires wurde zum ersten Mal der Maserati 450S eingesetzt, mit dem Juan Manuel Fangio bis zum Ausfall wegen Differentialschadens in Führung lag. In Sebring teilte sich der Argentinier das Cockpit wieder mit dem Franzosen Jean Behra. Stirling Moss und Harry Schell fuhren einen 300S. Ferrari setzte neben dem 290MM auch zwei 315 Sport ein. Große Attraktion bei den Zuschauern war aber die von Zora Arkus-Duntov entwickelte Chevrolet Corvette SS, ein Prototypen-Spyder auf Basis der Corvette C1. Gefahren wurde der Wagen von John Fitch und Piero Taruffi.
Nach einer anfänglichen Führung von Peter Collins im Ferrari übernahmen bald Fangio und Behra im Maserati die Spitze des Feldes und gaben diese bis zum Rennende nicht mehr ab. Die Corvette hatte mit vielen technischen Problemen zu kämpfen und fiel früh nach einem Aufhängungsschaden aus. Überschattet wurde das Rennen vom ersten tödlichen Unfall in Sebring. Bob Goldich überschlug sich nach 40 gefahrenen Runden mit seinem Arnolt-Bolide, wurde unter dem Wrack eingeklemmt und starb an der Unfallstelle.

## Ergebnisse

### Schlussklassement
| 1               | S 5.0  | 19  | Maserati Factory          | Jean Behra Juan Manuel Fangio                                                                 | Maserati 450S                   | 197 |
| 2               | S 3.0  | 20  | Maserati Factory          | Stirling Moss Harry Schell                                                                    | Maserati 300S                   | 195 |
| 3               | S 5.0  | 5   | Jaguar Cars North America | Mike Hawthorn Ivor Bueb                                                                       | Jaguar D-Type                   | 193 |
| 4               | S 5.0  | 15  | George Tilp               | Masten Gregory Lou Brero                                                                      | Ferrari 290S                    | 193 |
| 5               | S 5.0  | 7   | B. S. Cunningham          | Walt Hansgen Russ Boss                                                                        | Jaguar D-Type                   | 188 |
| 6               | S 5.0  | 11  | Ferrari Factory           | Peter Collins Maurice Trintignant                                                             | Ferrari 315 Sport               | 187 |
| 7               | S 5.0  | 12  | Ferrari Factory           | Alfonso de Portago Luigi Musso                                                                | Ferrari 315 Sport               | 186 |
| 8               | S 1.5  | 44  | Bunker & Pry              | Art Bunker Charles Wallace                                                                    | Porsche 550 RS                  | 185 |
| 9               | S 1.5  | 45  | Jean-Pierre Kunstle       | Jean-Pierre Kunstle Ken Miles                                                                 | Porsche 550 RS                  | 184 |
| 10              | S 2.0  | 28  | Temple Buell              | Howard Hively Richie Ginther                                                                  | Ferrari 500TRC                  | 179 |
| 11              | S 1.1  | 59  | Lotus Company             | Colin Chapman Joe Sheppard Dick Dungan                                                        | Lotus Eleven                    | 174 |
| 12              | GT 5.0 | 4   | John Fitch                | Dick Thompson Gaston Andrey                                                                   | Chevrolet Corvette              | 173 |
| 13              | S 1.5  | 47  | OSCA of Italy             | Harry Beck Hal Stetson Otto Linton                                                            | Osca MT4 1500                   | 170 |
| 14              | S 2.0  | 31  | Jan de Vroom              | Jan de Vroom George Arents David Cunningham                                                   | Ferrari 500TRC                  | 169 |
| 15              | GT 5.0 | 3   | Lindsay Hopkins           | Jim Jeffords John Kilborn Dale Duncan                                                         | Chevrolet Corvette              | 168 |
| 16              | GT 5.0 | 2   | Lindsay Hopkins           | Paul O’Shea Pete Lovely                                                                       | Chevrolet Corvette SR-2         | 166 |
| 17              | S 2.0  | 36  | A.C. Car Company          | Juan Fernandez J. L. Droullers Lino Fayen                                                     | AC Ace                          | 161 |
| 18              | S 1.1  | 58  | Cooper Company            | Tom Hallock Max Goldman                                                                       | Cooper T39                      | 159 |
| 19              | GT 2.0 | 34  | Standard-Triumph          | Bob Oker Ed Pennybacker                                                                       | Triumph TR3                     | 159 |
| 20              | GT 1.3 | 55  | Jake Kaplan               | Jake Kaplan Charlie Rainville                                                                 | Alfa Romeo Giulietta SV         | 158 |
| 21              | GT 2.0 | 33  | Standard-Triumph          | Mike Rothschild Robert Johns                                                                  | Triumph TR3                     | 156 |
| 22              | S 2.0  | 35  | A.C. Car Company          | Joseph Hap Dressel Don Cullen William Woodbury                                                | AC Ace                          | 154 |
| 23              | GT 1.6 | 49  | Hambro Automotive         | Alan Miller Ed Leavens Rowland Keith                                                          | MGA                             | 154 |
| 24              | GT 1.3 | 52  | Sir S. Oakes              | Sherman Crise Alan Markelson                                                                  | Alfa Romeo Giulietta SV         | 153 |
| 25              | GT 3.5 | 18  | C. Kreisler               | Fred Windridge George Reed Rundle Gilbert                                                     | Mercedes-Benz 300 SL            | 153 |
| 26              | GT 3.5 | 25  | Hambro Automotive         | Gilbert Gietner Ray Cuomo                                                                     | Austin-Healey 100S              | 151 |
| 27              | GT 1.6 | 51  | Hambro Automotive         | David Ash Gus Ehrman John van Driel                                                           | MGA                             | 150 |
| 28              | S 750  | 56  | Behm Motors               | Herman Behm Carl Haas Sandy MacArthur                                                         | Stanguellini Sport Bialbero 750 | 149 |
| 29              | GT 2.0 | 32  | Robert Grier              | Robert Grier Bob Kennedy                                                                      | Morgan Plus 4                   | 147 |
| 30              | S 2.0  | 71  | James Cook                | James Cook Ralph Durbin Leonard Karber                                                        | Arnolt Bolide                   | 146 |
| 31              | GT 1.6 | 40  | Porsche Company           | Fritz Huschke von Hanstein Herbert Linge                                                      | Porsche 356A Carrera            | 144 |
| 32              | S 1.1  | 61  | Puerto Rico Club          | Victor Merino Luis Pedrerra Rafael Rosales                                                    | Lotus Eleven                    | 141 |
| 33              | GT 3.5 | 17  | Chester Flynn             | Chester Flynn Ed Hugus                                                                        | Mercedes-Benz 300 SL            | 138 |
| 34              | T 1.0  | 64  | Renault Company           | Maurice Michy Maurice Foulgoc                                                                 | Renault Dauphine                | 138 |
| 35              | T 1.0  | 65  | Renault Company           | Gilberte Thirion Nadège Ferrier Gabriele Spydel                                               | Renault Dauphine                | 138 |
| 36              | GT 1.6 | 50  | Hambro Automotive         | Stephen Spitler William Kinchloe                                                              | MGA                             | 137 |
| 37              | T 1.0  | 66  | Renault Company           | Paul Frère Jean Lucas                                                                         | Renault Dauphine                | 134 |
| 38              | GT 1.3 | 54  | Louis Comito              | Louis Comito Bruce Kessler Bob Rubin                                                          | Alfa Romeo Giulietta SV         | 54  |
| Disqualifiziert |        |     |                           |                                                                                               |                                 |     |
| 39              | S 1.5  | 74  | Charles Moran             | Malcolm Wyllie Margaret Wyllie Charles Moran                                                  | Lotus Eleven                    | 89  |
| 40              | S 3.0  | 21  | Maserati Factory          | Roy Salvadori Carroll Shelby                                                                  | Maserati 250S                   | 68  |
| Ausgefallen     |        |     |                           |                                                                                               |                                 |     |
| 41              | S 1.5  | 42  | Norman Scott              | Norman Scott Frank Bott                                                                       | Porsche 550 RS                  | 168 |
| 42              | S 1.5  | 41  | Porsche Company           | Hans Herrmann Jack McAfee                                                                     | Porsche 550 RS                  | 165 |
| 43              | S 2.0  | 72  | A.C. Car Company          | John Mull Evelyn Mull                                                                         | AC Ace                          | 146 |
| 44              | S 2.0  | 29  | Ed Lunken                 | Ed Lunken Charles Hassan                                                                      | Ferrari 500TRC                  | 143 |
| 45              | GT 3.5 | 16  | Harry Kullen              | Olivier Gendebien William Greenspun                                                           | Ferrari 250 GT Europa           | 111 |
| 46              | S 5.0  | 14  | Ferrari Factory           | Phil Hill Wolfgang von Trips                                                                  | Ferrari 290MM                   | 106 |
| 47              | GT 3.5 | 24  | Hambro Automotive         | Roy Jackson-Moore Elliot Forbes-Robinson senior                                               | Austin-Healey 100S Special      | 105 |
| 48              | GT 3.5 | 23  | Hambro Automotive         | Phil Stiles John Bentley                                                                      | Austin-Healey 100S Special      | 98  |
| 49              | S 2.0  | 27  | Lance Reventlow           | Lance Reventlow Bill Pollack                                                                  | Maserati 200SI                  | 88  |
| 50              | S 1.1  | 60  | Lotus Company             | Jay Chamberlain Ignacio Lozano                                                                | Lotus Eleven                    | 77  |
| 51              | S 750  | 67  | Argentine Auto Club       | Alejandro de Tomaso Isabelle Haskell                                                          | Osca MT4 750                    | 70  |
| 52              | S 1.1  | 63  | B. Stevens                | G. Storr Hal Ullrich                                                                          | DB HBR5                         | 67  |
| 53              | S 2.0  | 26  | Jim Kimberly              | Jim Kimberly Ted Boynton                                                                      | Maserati 200SI                  | 58  |
| 54              | S 3.0  | 22  | A. V. Dayton              | Joakim Bonnier Giorgio Scarlatti                                                              | Maserati 150S 2.5               | 55  |
| 55              | S 2.0  | 38T | S. H. Arnolt              | John Weitz Robert Gary                                                                        | Arnolt Bolide                   | 51  |
| 56              | S 5.0  | 8   | Jack Ensley               | Pat O’Connor Jack Ensley                                                                      | Jaguar D-Type                   | 50  |
| 57              | S 2.0  | 37  | S. H. Arnolt              | Bob Ballenger Jim Peterson                                                                    | Arnolt Bolide                   | 49  |
| 58              | S 2.0  | 39  | S. H. Arnolt              | Bob Goldich Stanley Arnolt                                                                    | Arnolt Bolide                   | 40  |
| 59              | S 2.0  | 30  | William Helburn           | William Helburn Jim Pauley                                                                    | Ferrari 500TRC                  | 38  |
| 60              | S 5.0  | 9   | Alfonso Gómez-Mena        | Alfonso Gómez-Mena Ernie Erickson Santiago Gonzalez                                           | Jaguar D-Type                   | 37  |
| 61              | S 1.5  | 43  | Ed Crawford               | Ed Crawford Phil Stewart                                                                      | Porsche 550 RS                  | 35  |
| 62              | S 5.0  | 10  | R. V. Milosevich          | Pete Woods Bobby Unser                                                                        | Jaguar D-Type                   | 33  |
| 63              | S 5.0  | 1   | Lindsay Hopkins           | John Fitch Piero Taruffi                                                                      | Chevrolet Corvette SS           | 23  |
| 64              | S 1.5  | 46  | Bobby Burns               | Lloyd Ruby Bobby Burns                                                                        | Maserati 150S                   | 20  |
| 65              | GT 2.0 | 70  | Triumph Company           | Jim Roberts Ed Pennybacker                                                                    | Triumph TR3                     | 10  |
| 66              | S 5.0  | 6   | Briggs Cunningham         | Bill Lloyd Briggs Cunningham                                                                  | Jaguar D-Type                   | 2   |
| Nicht gestartet |        |     |                           |                                                                                               |                                 |     |
| 67              | GT 1.3 | 53  | A. Martinez               | Frank Aldhous Jack Brumby Daniel Watters                                                      | Alfa Romeo Giulietta            | 1   |
| 68              | S 1.5  | 62  | George Schrafft           | George Schrafft                                                                               | Lotus Eleven                    | 2   |
| 69              | S 3.0  | 69  | Jim Pauley                | Jim Pauley Don Vitale Harry Kullen                                                            | Ferrari 750 Monza               | 3   |
| 70              | S 1.5  | 73  | John von Neumann          | John von Neumann                                                                              | Porsche 550 RS                  | 4   |
| 71              | S 1.1  | 75  | Howard Hanna              | Howard Hanna Howard Brown                                                                     | DB HBR                          | 5   |
| 72              | S 5.0  | T   | Lindsay Hopkins           | Piero Taruffi Zora Arkus-Duntov John Fitch Stirling Moss Juan Manuel Fangio                   | Chevrolet Corvette SS           | 6   |
| 73              | S 5.0  | 6T  | Briggs Cunningham         | Bill Lloyd Briggs Cunningham                                                                  | Jaguar D-Type                   | 7   |
| 74              | S 5.0  | 16T | Scuderia Ferrari          | Peter Collins Maurice Trintignant Alfonso de Portago Luigi Musso Phil Hill Wolfgang von Trips | Ferrari 857S                    | 8   |
| 75              | S 2.0  | 38  | S. H. Arnolt              | John Weitz Robert Gary Jim Robinson                                                           | Arnolt Bolide                   | 9   |

1 nicht gestartet
2 nicht gestartet
3 Reserve
4 Reserve
5 Reserve
6 Trainingswagen
7 Trainingswagen
8 Trainingswagen
9 Unfall im Training

### Nur in der Meldeliste
Hier finden sich Teams, Fahrer und Fahrzeuge, die ursprünglich für das Rennen gemeldet waren, aber aus den unterschiedlichsten Gründen daran nicht teilnahmen.
| Pos. | Klasse | Nr. | Team           | Fahrer                         | Chassis          |
| ---- | ------ | --- | -------------- | ------------------------------ | ---------------- |
| 76   | S 3.0  |     |                | Richie Ginther                 | Maserati 300S    |
| 77   | S 1.5  |     | Pete Lovely    | Pete Lovely Richie Ginther     | Porsche 550 RS   |
| 78   | GT 5.0 |     | Ford           |                                | Ford Thunderbird |
| 79   | GT 5.0 |     | Ford           |                                | Ford Thunderbird |
| 80   | S 1.5  |     |                |                                | Cooper T39       |
| 81   | S 5.0  |     | Loyal Katskee  | Loyal Katskee                  | Jaguar D-Type    |
| 82   | S 4.0  |     | Tony Parravano | Tony Parravano                 | Maserati 350S    |
| 83   | S 3.0  | 22  | A. V. Dayton   |                                | Maserati 300S    |
| 84   | S 1.1  | 57  | Elva Company   | Brow Crim Tony Palmer-Morewood | Elva Mk.II       |
| 85   | S 5.0  | 68  | John Kilborn   | John Kilborn Lloyd Barton      | Ferrari 446S     |

### Klassensieger
| Klasse | Fahrer         | Fahrer             | Fahrer          | Fahrzeug                        | Platzierung im Gesamtklassement |
| ------ | -------------- | ------------------ | --------------- | ------------------------------- | ------------------------------- |
| S 5.0  | Jean Behra     | Juan Manuel Fangio |                 | Maserati 450S                   | Gesamtsieg                      |
| S 3.0  | Stirling Moss  | Harry Schell       |                 | Maserati 300S                   | Rang 2                          |
| S 2.0  | Howard Hively  | Richie Ginther     |                 | Ferrari 500TRC                  | Rang 10                         |
| S 1.5  | Art Bunker     | Charles Wallace    |                 | Porsche 550 RS                  | Rang 8                          |
| S 1.1  | Colin Chapman  | Joe Sheppard       | Dick Dungan     | Lotus Eleven                    | Rang 11                         |
| S 750  | Herman Behm    | Carl Haas          | Sandy MacArthur | Stanguellini Sport Bialbero 750 | Rang 28                         |
| GT 5.0 | Dick Thompson  | Gaston Andrey      |                 | Chevrolet Corvette              | Rang 12                         |
| GT 3.5 | Fred Windridge | George Reed        | Rundle Gilbert  | Mercedes-Benz 300 SL            | Rang 25                         |
| GT 2.0 | Bob Oker       | Ed Pennybacker     |                 | Triumph TR3                     | Rang 19                         |
| GT 1.6 | Alan Miller    | Ed Leavens         | Rowland Keith   | MGA                             | Rang 23                         |
| GT 1.3 | Jake Kaplan    | Charlie Rainville  |                 | Alfa Romeo Giulietta SV         | Rang 20                         |
| T 1.0  | Maurice Michy  | Maurice Foulgoc    |                 | Renault Dauphine                | Rang 34                         |

### Renndaten
- Gemeldet: 85
- Gestartet: 66
- Gewertet: 38
- Rennklassen: 12
- Zuschauer: 30000
- Wetter am Renntag: heiß und trocken
- Streckenlänge: 8,369 km
- Fahrzeit des Siegerteams: 12:00:03,374 Stunden
- Gesamtrunden des Siegerteams: 197
- Gesamtdistanz des Siegerteams: 1648,612 km
- Siegerschnitt: 137,438 km/h
- Schnellste Trainingszeit: unbekannt
- Schnellste Rennrunde: Juan Manuel Fangio – Maserati 450S (#19) – 3:24,500 = 147,319 km/h
- Rennserie: 2. Lauf zur Sportwagen-Weltmeisterschaft 1957